# 샌디 폭스

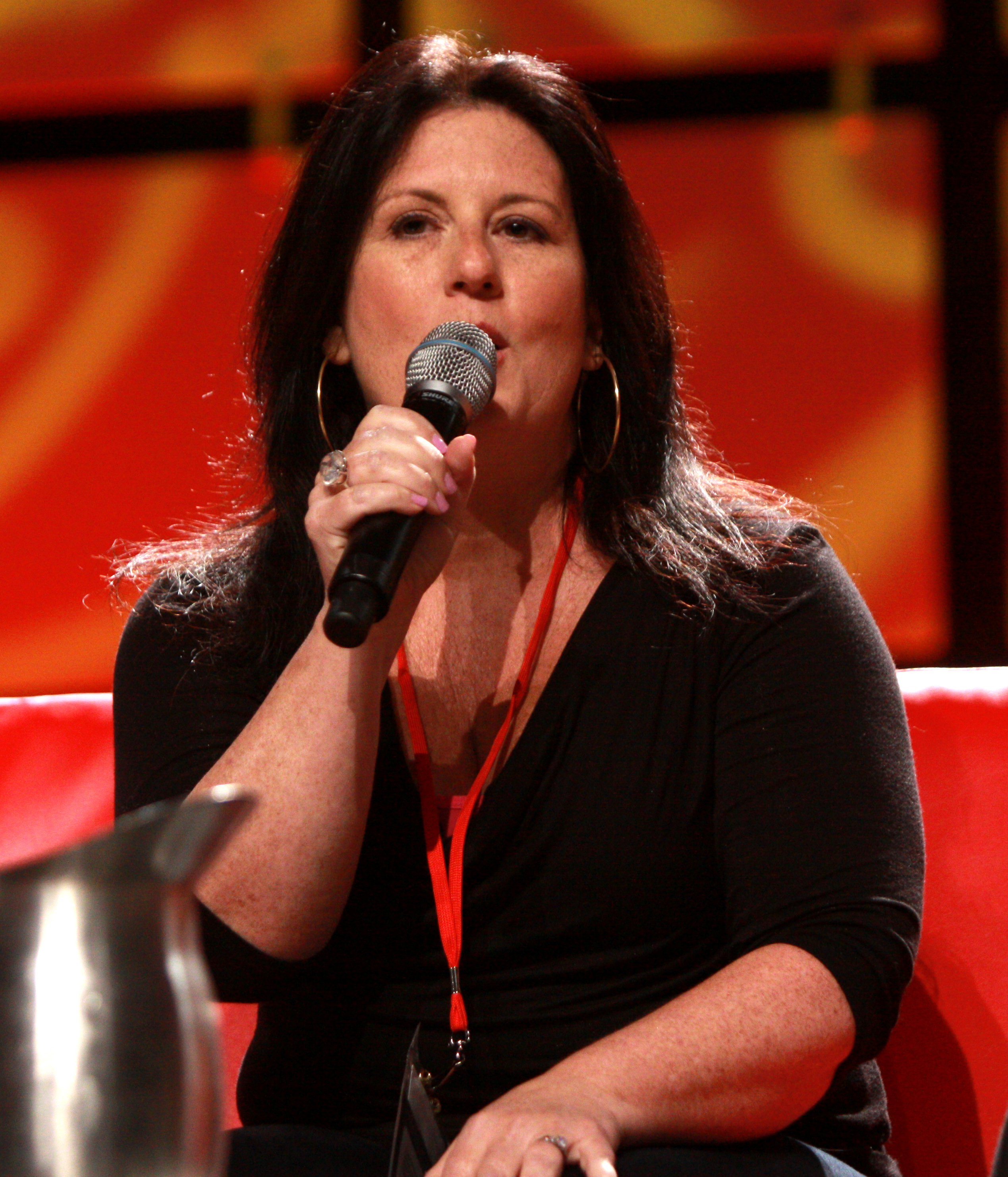

샌디 폭스(Sandy Fox, 1963년 7월 13일 ~ )는 미국의 배우, 텔레비전 배우, 성우, 영화배우이다.
피츠버그에서 태어났다.

## 영화
- 빅풋 주니어 2: 패밀리가 떴다 (2020년)
- 주먹왕 랄프 (2012년) - 추가음성 역
- 카라스:레블레이션 (2007년)
- 카라스:프로퍼시 (2005년)
- 스크랩드 프린세스 (2003년) - 영어 더빙 역
- 리틀 폴라 베어 (2001년)
- 정글은 언제나 맑음 뒤 흐림, 하레와 쿠우 (2001년)
- 아르젠트 소마 (2000년)
- 공룡시대 6 (1998년)
- 기동전사 건담 제08 MS소대 (1996년)
- 기동전사 건담 F91 (1991년)